# Josman
Josman, de son vrai nom José Nzengo, né le 28 octobre 1992 à Vierzon, dans le Cher, est un rappeur et producteur français.

## Biographie

### Jeunesse
Né d’un père kino-congolais et d’une mère angolaise, Josman grandit à Vierzon et découvre le rap et la culture hip-hop grâce à sa sœur avec qui il partage un intérêt pour des artistes comme Lil Wayne, 50 Cent ; il s'intéresse également au RnB, à Alicia Keys ou encore à Usher,. Il est le grand frère du rappeur MYSTR.

### Carrière
En 2007, il commence à s'enregistrer dans sa chambre sur des instrumentaux qu'il confectionne. 
Au lycée, alors qu'il est en terminale, Josman fait la rencontre de Marius Gonzalez, alors en seconde, qui devient le réalisateur de ses clips vidéo. À cette époque, Marius Gonzalez découvre la vidéo pendant que Josman poste ses sons sur son Skyblog sous le nom de Joss Man.
Après avoir obtenu son baccalauréat, Josman part à Aubervilliers, en banlieue de Paris, où il découvre les studios d'enregistrement et les open-mics : il s'y adonne intensément après avoir quitté sa formation en vue d'obtenir une licence en langues étrangères appliquées pour une formation d'ingénierie, où il fait la rencontre d'Eazy Dew, beatmaker avec qui il collabore régulièrement.
Josman fait ses débuts avec des battles de rap, des battles d'improvisation.
En 2013, il devient le plus jeune rappeur à remporter l'un des plus prestigieux concours d'improvisation de rap : le End Of The Weak. À la suite de ce concours, il est sélectionné pour participer à l'émission MasterClasse sur France 4 et impressionne Orelsan qui dit à son propos : « Il est trop fort, il y a des rimes, des assonances, du flow, et c'est une autre vision de l'adolescence, plus positive ».
En 2015, il participe au concours Ready Or Not. À cette époque, Josman enchaîne les open-mics, de Cergy à Chelles en passant par Viry-Châtillon et Mantes-la-Jolie. De plus, il apparait sur la scène du rap français avec sa mixtape Échec positifs.
Sorti en 2016, le clip Dans le vide qui cumule plus de 18 millions de vues sur YouTube, lui ouvre un plus large public et marque un tournant dans sa carrière.
Le 14 septembre 2018, Josman sort son premier album J.O.$. L'album est certifié disque d'or avec plus de 50,000 exemplaires vendus en France en 2019, puis Platine avec plus de 100 000 ventes en 2021. Le morceau J'aime bien ! est certifié Diamant et le morceau XS est certifié Platine.
Le 25 novembre 2018, son dernier concert pour le J.O.$ Tour à La Cigale est diffusé en direct sur sa chaine YouTube.
Le 4 octobre 2019, Josman dévoile deux singles surprises composés de : Factice et Feu.Bi. Il publie également les titres Bambi, Petite Bulle et J'allume en attendant son retour avec son deuxième album intitulé SPLIT.
En 2020, sort son deuxième album, Split ; il est lui aussi certifié Or avec plus de 50 000 ventes.
En 2021, il sort 2 EPs : MYSTR J.O.$ en janvier, puis HHHH (HurtHeartHardtoHeal) en juin.
Le 18 mars 2022, il sort l'album M.A.N (Black Roses & Lost Feelings), composé de 17 titres inédits, dont des featurings avec Guy2bezbar, Naza ou encore Laylow. Cet album réalise de très bons chiffres lors de la première semaine avec 16 857 ventes d'albums et reçoit un bon accueil critique.
Le 11 mai 2023, il obtient 3 certifications lors de la 1er cérémonie des Flammes ; la Flamme du morceau et la Flamme du clip de l'année pour le titre Intro, ainsi que la Flamme de la cover de l'année pour celle de son album M.A.N (Black Roses & Losts Feelings), réalisée par Dorian Feraud et Marius Gonzalez.

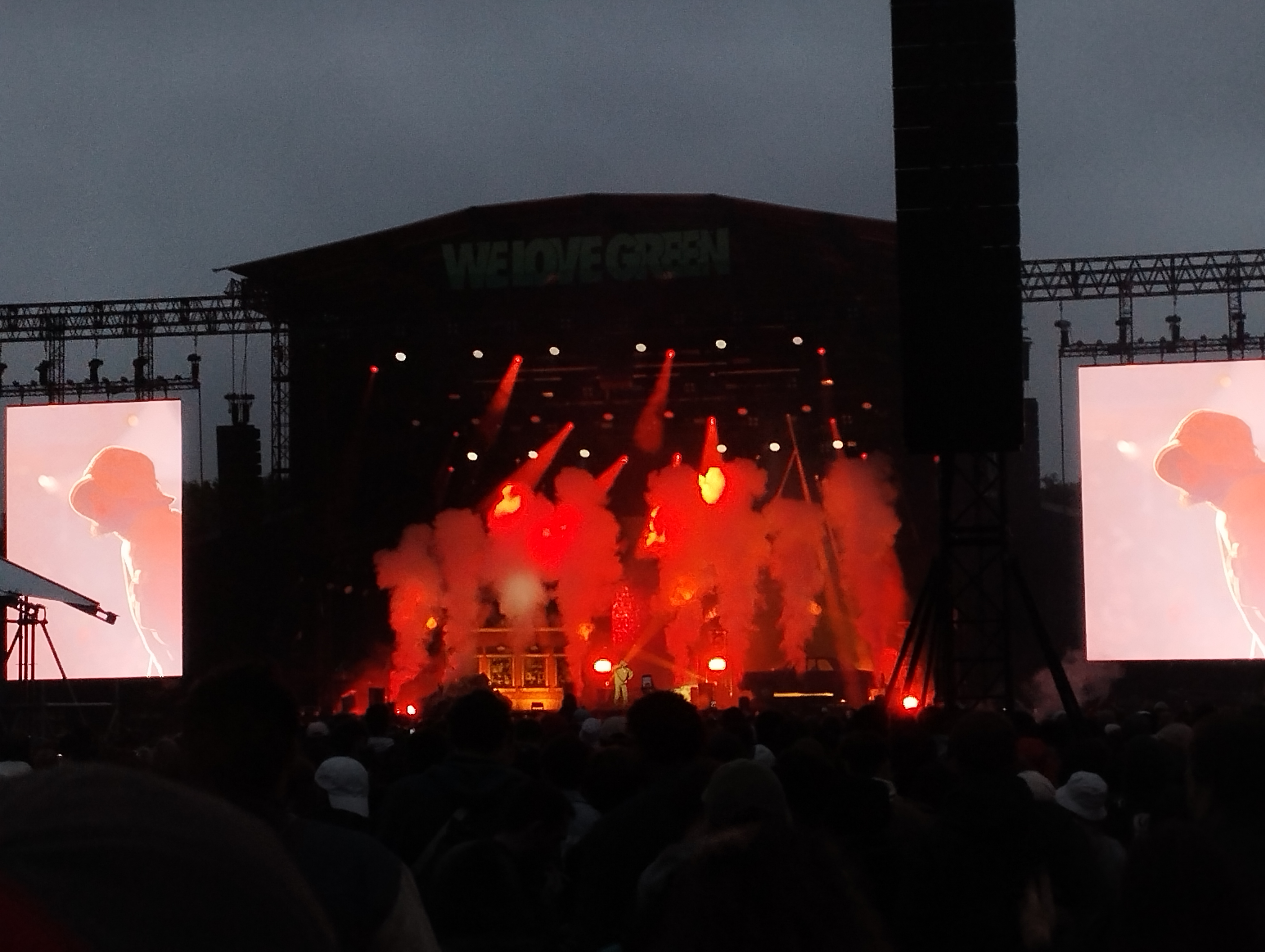
Josman en concert à We Love Green, le 1er juin 2024.

Le 28 octobre 2023, le jour de son anniversaire, il sort J.000.$, une mixtape surprise.
Le 9 février 2024, Josman interprète son morceau Les Flammes en direct de la 39e cérémonie des Victoires de la musique pour sa nomination dans la catégorie « Album de l'année » avec J.000.$.
Le 24 février 2024, Josman se produit pour la première fois de sa carrière à l'Accor Arena. Sold out, ce concert sera retranscrit en direct sur la chaîne Culturebox.
Le 25 avril 2024, il obtiendra une certification lors de la 2e cérémonie des Flammes : la Flamme du morceau R&B de l'année grâce à son featuring avec Monsieur Nov, Dernier je t'aime.

## Discographie

### Singles
- 2018 : Loto
- 2018 : WOW
- 2018 : V&V
- 2018 : Factice / Feu.bi
- 2019 : Bambi
- 2020 : Petite Bulle
- 2020 : J'allume
- 2021 : F*cked Up 4
- 2023 : Tulum, méxico (feat. Sofiane Pamart)
- 2024 : My Love (Acoustic) (feat. Tayc)

### Apparitions
- 2014 : J'fais du son (sur la mixtape Nouveau départ de R-One)
- 2015 : La route (feat. Keroué, sur la mixtape Imbéciles heureux de Liqid & Tcheep)
- 2016 : Au dessus (sur la mixtape Summer Stories Kushtape, Vol. 2 de A2H)
- 2020 : New Level (sur l'album FAMOUS de Lefa)
- 2021 : Collision (sur l'album NEPTUNE TERMINUS de Youssoupha)
- 2021 : SUBARU (sur l'album OCYTOCINE de Squidji)
- 2021 : Jamais Revenue (sur l'album Etoile Noire de Luv Resval)
- 2021 : Cailler (sur l'album Couleurs du jeu (Réédition) de Frenetik)
- 2021 : Billets sales (sur l'album Inséparables de Key Largo)
- 2022 : Albiceleste (sur l'album Memoria de Jazzy Bazz)
- 2022 : G13 (sur l'album Sacrifices de Cinco)
- 2022 : Moins d'égo (sur l'EP NAUTILUS de Dinos)
- 2022 : S.A.D (sur l'EP WSHHH de Oldpee)
- 2022 : Carré rouge (sur l'album À l'aube de Soso Maness)
- 2023 : Froid (sur l'album Années Sauvages de Georgio)
- 2023 : Dernier je t’aime (sur l'album LOVE THERAPY de Monsieur Nov)
- 2023 : très tard le soir (sur l'album La grande désillusion de Benjamin Epps)
- 2023 : Macabre (sur l’album Trop tôt pour mourir de Dosseh)
- 2023 : 22h22 (sur l'album DIAMOND TEARS de YG Pablo & Sofiane Pamart)
- 2023 : Terrasse, vin blanc (sur l'album La voix dans ma tête de Chanceko)
- 2023 : Changer (sur l'album Nique le casino 2 de Sadek)
- 2024 : Ton ami (sur le single Ton ami de Meryl)
- 2024 : Triste mélancolie (sur l'album Du peu que j'ai eu, du mieux que j'ai pu de Lesram)
- 2024 : SOLD OUT ! (sur l'album HERITAGE de Dadju & Tayc)
- 2024 : Yémen Pt.1 (sur l'album Bon Courage de Kalash Criminel)
- 2024 : Alouette (sur l'album SOLSAD de Zamdane)
- 2024 : GO GO GO (sur le single GO GO GO (Feat. Josman) de Jorja Smith))
- 2024 : BBL (sur l'album Eté sans fin de Arma Jackson)
- 2024 : bank (sur l'album SAUDADE de Green Montana)
- 2024 : COMMERCE (sur l'album Il était une fois de Stavo)
- 2024 : Yoga (sur l'album Pygmalion de Vacra)
- 2024 : Malcom X (sur le single Malcom X de Zed)
- 2024 : Juste une minute  (sur le single Juste une minute (feat. Alonzo, Josman & SCH) de ZEG P)
- 2024 : Chelsea (sur l'album Kintsugi de Dinos)
- 2025 : Room (sur l’album Essone history X de Ziak)